# Llista de membres de l'Acadèmia Sueca
Aquesta és la Llista de membres de l'Acadèmia Sueca ordenada per número de seient. Les dates que es mostren indiquen els anys de servei, que normalment acaben amb la mort del posseïdor, excepte en el cas de Gustaf Mauritz Armefelt que va ser exclòs dues vegades del càrrec.

## Seient 1
1. Anders Johan von Höpken, 1786–89
2. Nils Philip Gyldenstolpe, 1789–1810
3. Johan Olof Wallin, 1810–39
4. Anders Fryxell, 1840–81
5. Hans Forssell, 1881–1901
6. Carl Bildt, 1901–31
7. Birger Wedberg, 1931–45
8. Birger Ekeberg, 1945–68
9. Sture Petrén, 1969–76
10. Sten Rudholm, 1977–2008
11. Lotta Lotass, 2009–2018
12. Eric M. Runesson, 2018-

## Seient 2
1. Carl Fredrik Scheffer, 1786 (mai no va prendre possessió del càrrec)
2. Abraham Niclas Edelcrantz, 1786–1821
3. Carl Peter Hagberg, 1821–41
4. Christian Eric Fahlcrantz, 1842–66
5. Gunnar Wennerberg, 1866–1901
6. Claes Annerstedt, 1901–27
7. Martin Lamm, 1928–50
8. Ingvar Andersson, 1950–74
9. Torgny T:son Segerstedt, 1975–99
10. Bo Ralph, 1999–

## Seient 3
1. Olof Celsius, junior, 1786–94
2. Johan Adam Tingstadius, 1794–1827
3. Carl Gustaf von Brinkman, 1828–47
4. Albrecht Elof Ihre, 1848–59 (mai no va prendre possessió del càrrec)
5. Johan Börjesson, 1859–66
6. Hans Magnus Melin, 1866–77
7. Carl Gustaf Malmström, 1878–1912
8. Henrik Schück, 1913–47
9. Henrik Samuel Nyberg, 1948–74
10. Carl Ivar Ståhle, 1974–80
11. Sture Allén, 1980–, Secretari Permanent entre 1986–99

## Seient 4
1. Johan Henric Kellgren, 1786–95
2. Johan Stenhammar, 1797–99
3. Claes Fleming, 1799–1831
4. Carl Adolph Agardh, 1831–59
5. Fredrik Ferdinand Carlson, 1859–87
6. Claes Herman Rundgren, 1887–1906
7. Ivar Afzelius, 1907–21
8. Tor Hedberg, 1922–31
9. Sigfrid Siwertz, 1932–70
10. Lars Forssell, 1971–2007
11. Anders Olsson, 2008– Secretari permanent pro tempore des de 2018.

## Seient 5
1. Matthias von Hermansson, 1786–89
2. Magnus Lehnberg, 1789–1808
3. Jacob Axelsson Lindblom, 1809–19
4. Carl von Rosenstein, 1819–36
5. Jöns Jakob Berzelius, 1837–48
6. Johan Erik Rydqvist, 1849–77
7. Theodor Wisén, 1878–92
8. Knut Fredrik Söderwall, 1892–1924
9. Axel Kock, 1924–35
10. Bengt Hesselman, 1935–52
11. Henry Olsson, 1952–85
12. Göran Malmqvist, 1985–

## Seient 6
1. Johan Wingård, 1786–1818
2. Adolf Göran Mörner, 1818–38
3. Anders Abraham Grafström, 1839–70
4. Fredrik August Dahlgren, 1871–95
5. Hans Hildebrand, 1895–1913
6. Sven Hedin, 1913–52
7. Sten Selander, 1953–57
8. Olle Hedberg, 1957–74
9. Per Olof Sundman, 1975–92
10. Birgitta Trotzig, 1993–2011
11. Tomas Riad, 2011 –

## Seient 7
1. Axel von Fersen, senior, 1786–94
2. Axel Gabriel Silverstolpe, 1794–1816
3. Anders Carlsson af Kullberg, 1817–51
4. Carl August Hagberg, 1851–64
5. Wilhelm Erik Svedelius, 1864–89
6. Nils Fredrik Sander, 1889–1900
7. Albert Theodor Gellerstedt, 1901–14
8. Selma Lagerlöf, 1914–40
9. Hjalmar Gullberg, 1940–61
10. Karl Ragnar Gierow, 1961–82, Secretari permanent entre 1964–77
11. Knut Ahnlund, 1983–2012
12. Sara Danius, 2013-, Secretari permanent des de 2015

## Seient 8
1. Johan Gabriel Oxenstierna, 1786–1818
2. Esaias Tegnér, 1818–46
3. Carl Wilhelm Böttiger, 1847–78
4. Carl David af Wirsén, 1879–1912, Secretari permanent des de 1884
5. Verner von Heidenstam, 1912–40
6. Pär Lagerkvist, 1940–74
7. Östen Sjöstrand, 1975–2006
8. Jesper Svenbro, 2006–

## Seient 9
1. Gudmund Jöran Adlerbeth, 1786–1818
2. Hans Järta, 1819–47
3. Carl David Skogman, 1847–56
4. Henning Hamilton, 1856–81, Secretari permanent en funcions des de 1874
5. Esaias Tegnér Jr., 1882–1928
6. Otto von Friesen, 1929–42
7. Einar Löfstedt, 1942–55
8. Ture Johannisson, 1955–90
9. Torgny Lindgren, 1991–2018

## Seient 10
1. Anders af Botin, 1786–90
2. Christoffer Bogislaus Zibet, 1790–1809
3. Gustaf Lagerbielke, 1809–37
4. Carl Fredrik af Wingård, 1837–51
5. Henrik Reuterdahl, 1852–70
6. Paul Genberg, 1871–75
7. Carl Snoilsky, 1876–1903
8. Harald Hjärne, 1903–22
9. Fredrik Böök, 1922–61
10. Erik Lönnroth, 1962–2002
11. Peter Englund, 2002–, Secretari permanent entre 2009-2015

## Seient 11
1. Nils von Rosenstein, 1786–1824, Secretari permanent des de 1786
2. Lars Magnus Enberg, 1824–65
3. Bror Emil Hildebrand, 1866–84, Secretari permanent en funcions entre 1881–83
4. Clas Theodor Odhner, 1885–1904
5. Erik Axel Karlfeldt, 1904–31, Secretari permanent des de 1913
6. Torsten Fogelqvist, 1931–41
7. Nils Ahnlund, 1941–57
8. Eyvind Johnson, 1957–76
9. Ulf Linde, 1977–2013
10. Klas Östergren, 2014-2018
11. Mats Malm, 2018-

## Seient 12
1. Elis Schröderheim, 1786–95
2. Isac Reinhold Blom, 1797–1826
3. Gustaf Fredrik Wirsén, 1826–27
4. Bernhard von Beskow, 1828–68, Secretari permanent 1834
5. Carl Gustaf Strandberg, 1869–1874, Secretari permanent entre 1872–1874
6. Anders Anderson, 1875–92
7. Adolf Erik Nordenskiöld, 1893–1901
8. Gustaf Retzius, 1901–19
9. Adolf Noreen, 1919–25
10. Bo Bergman, 1925–67
11. Sten Lindroth, 1968–80
12. Werner Aspenström, 1981–97
13. Per Wästberg, 1997–

## Seient 13
1. Gustaf Fredrik Gyllenborg, 1786–1808
2. Frans Michael Franzén, 1808–47, Secretari permanent 1824–34
3. Bernhard Elis Malmström, 1849–65
4. Carl Anders Kullberg, 1865–97
5. Karl Alfred Melin, 1898–1919
6. Anders Österling, 1919–81, Secretari permanent 1941–64
7. Gunnel Vallquist, 1982–2016
8. Sara Stridsberg, 2016–2018

## Seient 14
1. Gustaf Mauritz Armfelt, 1786–1794 (exclòs)
2. Malte Ramel, 1797–1824
3. Erik Gustaf Geijer, 1824–47
4. Elias Fries, 1847–78
5. Carl Rupert Nyblom, 1879–1907
6. Per Hallström, 1908–60, Secretari permanent 1931–41
7. Ragnar Josephson, 1960–66
8. Lars Gyllensten, 1966–2006, Secretari permanent 1977–86
9. Kristina Lugn, 2006–

## Seient 15
1. Carl Gustaf Nordin, 1786–1812
2. Carl Birger Rutström, 1812–26
3. Johan David Valerius, 1826–52
4. Ludvig Manderström, 1852–1873, Secretari permanent 1869–1872
5. Anton Niklas Sundberg, 1874–1900
6. Gottfrid Billing, 1900–25
7. Hans Larsson, 1925–44
8. Elin Wägner, 1944–49
9. Harry Martinson, 1949–78
10. Kerstin Ekman, 1978–2018
11. Jila Mossaed, 2018

## Seient 16
1. Carl Gustaf af Leopold, 1786–1829
2. Samuel Grubbe, 1830–53
3. Israel Hwasser, 1854–60
4. Carl Vilhelm August Strandberg, 1862–77
5. Viktor Rydberg, 1877–95
6. Waldemar Rudin, 1896–1921
7. Nathan Söderblom, 1921–31
8. Tor Andræ, 1932–47
9. Elias Wessén, 1947–81
10. Kjell Espmark, 1981–

## Seient 17
1. Johan Murberg, 1787–1805
2. Gustaf Mauritz Armfelt, 1805–1811 (exclòs)
3. Gustaf af Wetterstedt, 1811–37
4. Anders Magnus Strinnholm, 1837–62
5. Louis Gerhard De Geer, 1862–96
6. Pehr Jacob von Ehrenheim, 1897–1918
7. Hjalmar Hammarskjöld, 1918–53
8. Dag Hammarskjöld, 1954–61
9. Erik Lindegren, 1962–68
10. Johannes Edfelt, 1969–97
11. Horace Engdahl, 1997–, Secretari permanent 1999–2009

## Seient 18
1. Nils Lorens Sjöberg, 1787–1822
2. Anders Fredrik Skjöldebrand, 1822–34
3. Pehr Henrik Ling, 1835–39
4. Per Daniel Amadeus Atterbom, 1839–55
5. Johan Henrik Thomander, 1855–65
6. Gustaf Ljunggren, 1865–1905
7. Vitalis Norström, 1907–16
8. Oscar Montelius, 1917–21
9. Albert Engström, 1922–40
10. Gunnar Mascoll Silfverstolpe, 1941–42
11. Gustaf Hellström, 1942–53
12. Bertil Malmberg, 1953–58
13. Gunnar Ekelöf, 1958–68
14. Artur Lundkvist, 1968–91
15. Katarina Frostenson, 1992–